# Зомбі-порнографія

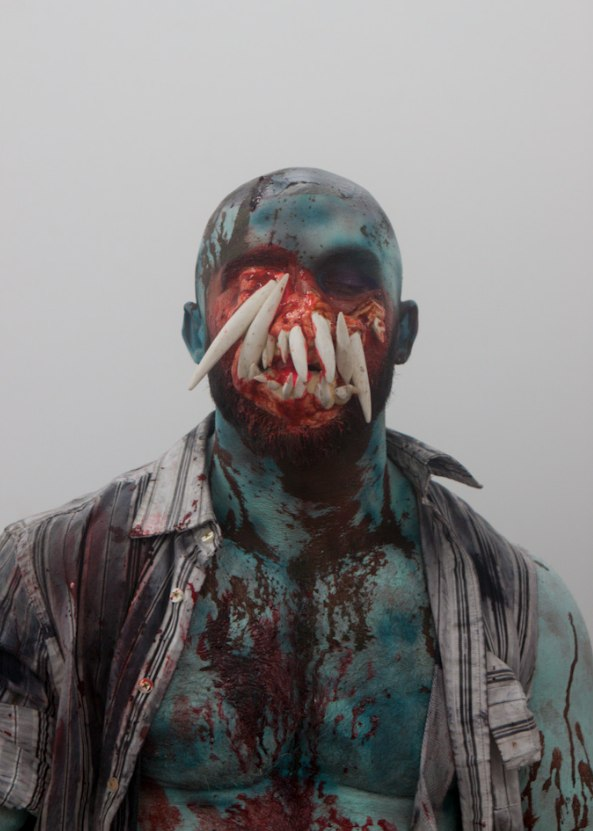
Франсуа Сага на зйомках фільму «Зомбі в Лос-Анджелесі».

Зомбі-порнографія — піджанр порнографії, у якому зображені зомбі, різновид нежиті з неконтрольованими інстинктами, але без особистих бажань. Фільми цього піджанру з'явилися під час сплеску італійської індустрії сексплуатації у 1980-х роках, а наступного десятиліття вийшли незначними прокатами в Сполучених Штатах, але використання зомбі-сексу мало насамперед шокувати глядача. Режисер Брюс Лабрюс презентував «Отто; або Вгору з мертвими людьми» (2008) і «Зомбі в Лос-Анджелесі» (2010), два відомі гей-порнофільми про зомбі, які, на думку вчених, руйнують гомофобні тропи про гей-життя; у фільмах зомбування фізично схоже на СНІД, хворобу, яка зазвичай асоціюється з геями. Хоча зомбі-порно може бути привабливим для деяких, оскільки воно порушує табу, пов'язані з некрофілією, і грає зі страхом глядачів-чоловіків перед кастрацією, зомбі також є лютими істотами, які можуть знищити своїх сексуальних партнерів. У результаті жанр залишився в основному непривабливим.

## Фон
Зомбі були частиною американської популярної культури з початку ХХ століття, і їх ранні зображення базувалися на гаїтянському та африканському фольклорі. У найдавніших зображеннях зомбі були не справді неживими істотами, а живими людьми без свідомості, оживленими магією. Сучасні американські зомбі засновані на фільмі «Ніч живих мерців» (1968) Джорджа А. Ромеро, названого дослідником порнографії Шакою Макглоттен «сучасним текстом про зомбі». За словами Макглоттена, зомбі асоціюється з Гаїті через реакцію західного світу на Гаїтянську революцію, коли поневолені люди звільнилися від французького правління та кинули виклик панівній економічній системі, яка розглядалася як «кровопролиття. …і безмежне матеріальне знищення».

## Виникнення та приклади
У 1980-х роках зомбі-порно почало з'являтися під час зростання італійських релізів сексплуатації, наприклад у фільмі Джо д'Амато «Еротичні ночі живих мерців» (1980). Першим справжнім порнографічним фільмом із зомбі став «Orgasmo Esotico» («Еротичний оргазм»), випущений у 1982 році та знятий Д'Амато та Маріо Січіліано. У 1990-х роках було випущено кілька незрозумілих американських зомбі-порнофільмів, включаючи «Некро-файли» (1997) і «Банди зомбі-ніндзя» (Джефф Кантаурі, 1998). Переважною темою цих фільмів був канібалізм, а зомбі-сексуальність не була основною темою; його інструментальна цінність полягала в тому, щоб ще більше шокувати глядача.
Зомбі-порно зображувало виключно гетеросексуальний секс до 2008 року, коли Відкід Тімо випустив «У сутінках приходять пожирачі плоті» (At Twilight Come the Flesh-Eaters), гей-імітацію «Ночі живих мерців». Брюс ЛаБрюс продюсував два гей-порнофільми про зомбі, «Отто; або Вгору з мертвими людьми» (2008) і «Зомбі в Лос-Анджелесі» (2010). «Отто; або Вгору з мертвими людьми» — це про Отто, гея- зомбі з амнезією, і Медею Ярн, кінорежисера, яка хоче створити фільм «Вгору з мертвими людьми» — гей-порнофільм про зомбі, який зображує секс із зомбі, що стимулює революцію проти живих. «Зомбі в Лос-Анджелесі» обертається навколо центрального зомбі (його грає Франсуа Сагат), який блукає Лос-Анджелесом, «повертаючи мертвих молодих людей до життя». Персонаж Сагата має сексуальні стосунки з мертвими — через мастурбацію над ними або через проникнення в їхні тілесні рани та анус своїм колючим пенісом — і його еякулят реанімує їх.
Коли «Зомбі в Лос-Анджелесі» був предметом класифікації в Новій Зеландії, класифікаційна комісія заявила, що через те, що герой фільму стає «все більш самотнім, ізольованим і жахливим» через свою сексуальну активність, це не «нормалізує» секс з мертвими людьми (некрофілія). Як результат, він не був заборонений за законами про непристойність. Навпаки, австралійська класифікаційна комісія заборонила фільм за кілька тижнів до його показу на Мельбурнському міжнародному кінофестивалі (MIFF), і MIFF не зміг його показати. У відповідь 29 серпня 2010 року Мельбурнський підпільний кінофестиваль здійснив таємний показ фільму. Хоча цей показ був незаконним, австралійська влада не влаштувала рейд на підпільний фестиваль, а натомість обшукала будинок режисера та наказала йому пожертвувати 750 доларів на дитячу лікарню.
У ХХІ столітті звукові пейзажі зомбі-порно залишаються «новим протожанром» музики.

## Аналіз
Джеймс Дж. Уорд, професор коледжу Сідар-Крест, припускає, що порушення зомбі-порно табу проти некрофілії та страх глядачів-чоловіків перед кастрацією для деякого може бути привабливим. У той же час він стверджує, що оскільки зомбі-секс «підвищує ймовірність» того, що учасники будуть буквально знищені, оскільки зомбі несуть бруд і хвороби, і оскільки зомбі онтологічно порожні, вони «не мають усвідомлення та впливу» і керуються «найпримітивніше та плотське з усіх бажань» (їсти) — зомбі-порно залишається в основному непривабливим. Він робить висновок, що зомбі-порно не є ні новим, ні привабливим. Філософиня-феміністка Келлі Олівер пише, що зомбі-порно, як і снаф-порнографія, є свого роду «псевдонекрофілією» — цілком схожою на зґвалтування, — яка відображає агресивне сексуальне ставлення деяких чоловіків. Фільм «Мертва дівчина» (2008; іноді називають різновидом тортурної порнографії), де жінку-зомбі перетворюють на сексуальну рабиню та неодноразово ґвалтують, є одним із прикладів, наведених Олівером і дослідником жахів Стівом Джонсом.
За словами вченої з квір-досліджень Жасмін Макгоуен, «Отто» і «Зомбі в Лос-Анджелесі» є трансгресивними фільмами, оскільки вони «перевертають гомофобні тропи хвороби та зарази». Фізичні прояви хвороби у зомбі — виразки, виснаження, гниття плоті — у деяких аспектах схожі на прогресування СНІДу, захворювання, пов'язаного з гомосексуалізмом. Макглоттен писав, що фільми Лабрюса (обидва про гей-зомбі-секс) викликають думки не лише про смерть, а й про життя, і що вони висувають теорію про те, що «деякі види смерті … може бути гірше за інших, а деякі оживляють або оживляють». Вони кажуть, що ця суперечлива позиція нагадує наукову роботу Лео Берсані, Лі Едельмана та Тіма Діна, усі з яких «прагнули … щоб відновити» асоціації між гей-сексуальністю та смертю. Вони підкреслюють, що фільми ЛаБрюса є більш обнадійливими, ніж теорії Едельмана — теорії, побудовані на відмові геїв від соціального життя — тому що вони пропонують альтернативи (наприклад, публічні секс-спільноти), подібні до квір-мистецтва невдачі- концепції квір-теоретика Джека Гальберстама.
За словами дослідника зомбі Сари Джульєт Лауро, науковий аналіз піджанру обмежений, оскільки не бере до уваги гаїтянське походження фігури. Вона каже, що такі цифри, як зомбі мателас (матрацні зомбі), гаїтянський клас зомбі-сексуальних рабів, є інформативними для розуміння можливого масштабу волі в зомбі-порно.

## Див/ також
- Еротичний хоррор
- Монстр-еротика